# Smołaki
Smołaki, Smolaki (biał. Смалакі, Smałaki; ros. Смолаки, Smołaki) – wieś na Białorusi, w obwodzie grodzieńskim, w rejonie lidzkim, w sielsowiecie Wawiórka, nad Wawiórką.

## Historia
W dwudziestoleciu międzywojennym leżały w Polsce, w województwie nowogródzkim, w powiecie lidzkim, w gminie Myto/Wawiórka. W 1921 miejscowość liczyła 70 mieszkańców, zamieszkałych w 11 budynkach, wyłącznie Polaków. 68 mieszkańców było wyznania rzymskokatolickiego i 2 prawosławnego.
Po II wojnie światowej w granicach Związku Sowieckiego. Od 1991 w niepodległej Białorusi.